# Clodulf de Metz
Clodulf de Metz, en francès Cloud (Lorena?, ca. 605 - 8 de juny de 697 o 696), fou un bisbe franc de Metz, fill d'Arnulf de Metz i conseller de diversos sobirans merovingis. És venerat com a sant per diverses confessions cristianes.

## Biografia
Clodulf era el segon fill d'Arnulf de Metz, poc després nomenat bisbe de Metz, i de Doda, filla del també bisbe de Metz Arnoald; era, per tant, germà d'Ansegisel, majordom de palau d'Austràsia.
Abans d'ordenar-se sacerdot, Clodulf s'esposà amb Sigrada d'Alsàcia, amb qui va tenir un fill anomenat Arnulf. Mantingué bones relacions amb la seva cunyada Gertrudis de Nivelles (626-659), germana de Begga, dona del seu germà Ansegisel. No se sap gran cosa de la seva vida abans d'ésser bisbe; se'n conserva una referència a una carta de Desideri de Caors que l'anomena vir inluster ("home il·lustre"), i en 648 apareix com a majordom en un acte del rei Sigebert III.
En 657 fou nomenat bisbe de Metz, capital del regne d'Austràsia, càrrec que tingué durant gairebé quaranta anys. Morí a Metz en llaor de santedat i fou sebollit a l'església de Sant Arnulf, on ja havia estat enterrat el seu pare.